# Katarina Ekspong
Katarina Ester Marianne Ekspong, född 9 december 1961, är en svensk journalist.

## Biografi
Ekspong inledde journalistkarriären med vikariat på Östra Småland och Norrtelje Tidning. I slutet av 1980-talet började hon på Svenska Dagbladet där hon skulle arbeta som redigerare, reporter och editionschef.
År 2002 utsågs hon till nyhetschef på Stockholm City. I oktober 2007 blev hon istället chefredaktör för Norrtelje Tidning. Från år 2010 var hon tidningschef på Norrtelje Tidning, vilket innebar att hon var både chefredaktör och VD.
Den 1 februari 2012 blev Ekspong Promedias tidningschef för Örebroregionen, vilket innebar att hon blev chefredaktör för Nerikes Allehanda samt ansvarig utgivare för NA, Motala & Vadstena Tidning och Örebroar'n. Hon sade upp sig från NA i september samma år efter att det uppdagats att hon plagierat texter av bl.a. Pelle Blohm.
I april 2013 blev Ekspong istället chef för Svenska Nyhetsbrev. I maj 2014 blev hon redaktionschef för Resumé. 2015 blev hon istället redaktionschef på Dagens Medicin.
2019 återvände Ekspong till lokaljournalistiken för att bli chefredaktör för Gefle Dagblad. Hon lämnade posten 2025.